# Serra de Marina
|  | Per a altres significats, vegeu «Serra de Marina (desambiguació)». |

La Serra de Marina és un conjunt de muntanyes a la zona litoral de la Selva Marítima, amb una elevació màxima de 423 metres.
El sector selvatà de la Serralada Litoral Catalana comprèn un conjunt de turons poc enlairats, però que constitueixen una autèntica barrera entre la costa i la plana interior del fons de la depressió de la Selva.
Entre la fossa tectònica de la Tordera i la riera de Lloret destaca el Montbarbat (328 m) i entre la riera de Lloret i la riera de Tossa destaquen el Puig Ventós (423 m) i el Turó de Rossell (350 m). Aquestes muntanyes es troben dins dels termes municipals de Blanes, Lloret de Mar i Tossa de Mar.
En algunes zones les muntanyes acaben al mar formant penya-segats, que en general són abruptes. Hi ha bells espadats al nord de Blanes, amb cales com la de Sant Francesc i al nord de Lloret, Cala Canyelles. En totes aquestes muntanyes dominen les roques granítiques.
Al sud la serra de Marina limita amb l'extrem septentrional del massís del Montnegre, al límit amb el Maresme i el Vallès Oriental.
Al nord la serra de Marina limita amb la serra de l'Ardenya, situada entre Tossa de Mar i Sant Feliu de Guíxols.

## Ecologia
La vegetació d'aquestes muntanyes consisteix en brolla mediterrània, amb alzines sureres i pins. Hi ha hagut repoblacions i també incendis forestals periòdics. Els vessants de moltes muntanyes d'aquesta serra es troben coberts de multitud d'urbanitzacions, especialment els que donen al mar, perdent llur aspecte original.

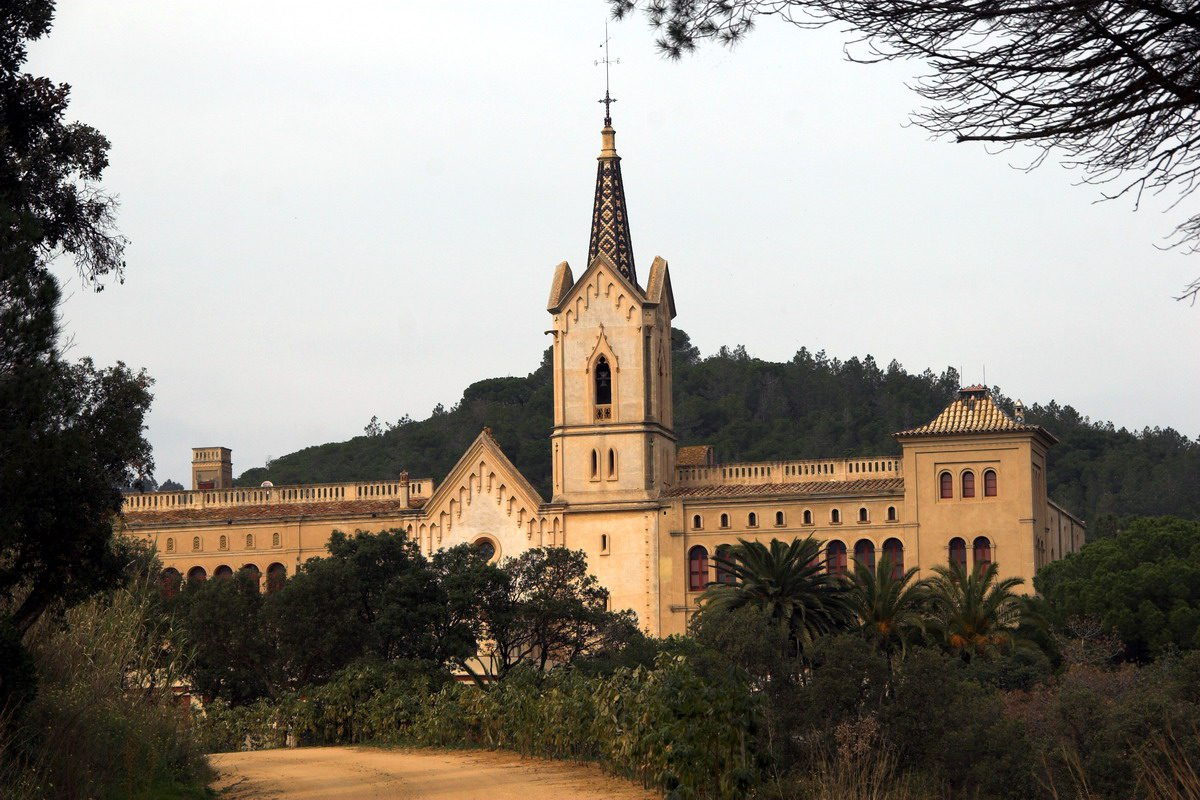
Santuari de Sant Pere del Bosc, situat al mig de la serralada.

## Llocs d'interès
- Ermita de la Mare de Déu del Vilar
- Sant Pere del Bosc
- Ermita de la Mare de Déu de les Alegries
- Poblat ibèric de Montbarbat